# Pea Ridge (Floride)
Pour les articles homonymes, voir Pea Ridge.
Pea Ridge est une census-designated place du comté de Santa Rosa, dans l'État de Floride, aux États-Unis,. En 2020, elle compte une population de 3 787 habitants.